# مایکل داکورث
مایکل داکورث (انگلیسی: Michael Duckworth؛ زادهٔ ۲۸ آوریل ۱۹۹۲) بازیکن فوتبال اهل بریتانیا است.
از باشگاه‌هایی که در آن بازی کرده‌است می‌توان به باشگاه فوتبال برافورد پارک آونیو، باشگاه فوتبال یورک سیتی، باشگاه فوتبال هارتل پول یونایتد، باشگاه فوتبال مورکم، باشگاه فوتبال هالیفاکس تاون، و باشگاه فوتبال فلیتوود اشاره کرد.